# Smarty (film, 1934)
Pour les articles homonymes, voir Smarty (homonymie).

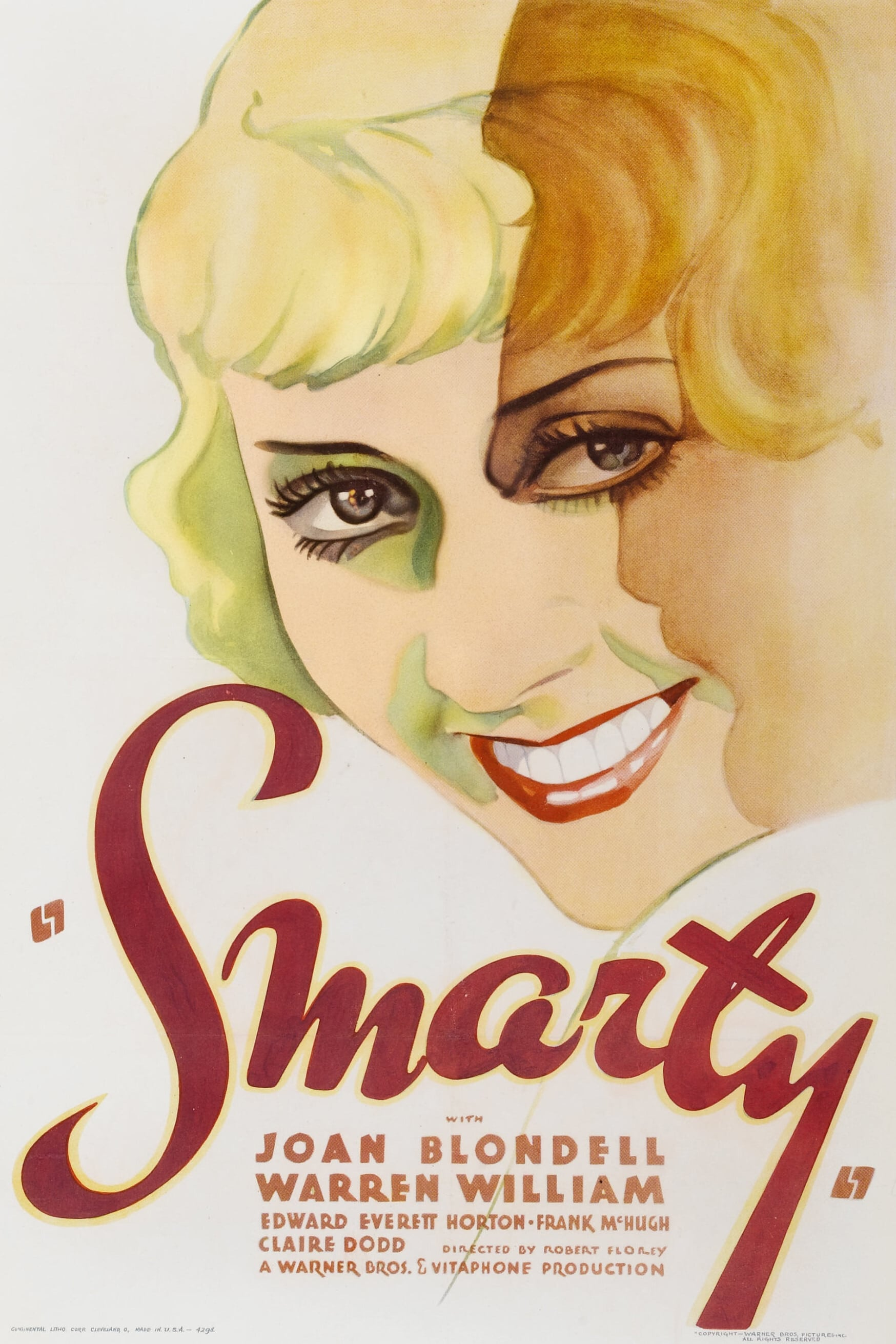
Affiche du film.

Smarty est un film américain pré-Code réalisé par Robert Florey et sorti en 1934. Le titre du film fait référence au tempérament de Joan Blondell, et a été tourné en seulement 18 jours.

## Synopsis
Vicki Wallace Thorpe est heureuse en mariage, mais a une tendance à être taquine et provocatrice. Un soir, ses taquineries entraînent une gifle de la part de son mari. Elle engage alors Vernon, l'ami et avocat de son mari pour divorcer, l'épouse, puis commence également à le taquiner verbalement, portant des vêtements suggestifs et invitant son ex-mari à dîner.

## Fiche technique
- Réalisation : Robert Florey
- Scénario : Carl Erickson, d'après une pièce de F. Hugh Herbert
- Photographie : George Barnes
- Montage : Jack Killifer
- Genre : Comédie[3]
- Distributeur : Warner Bros.
- Durée : 65 minutes
- Date de sortie :
  - États-Unis : 19 mai 1934

## Distribution

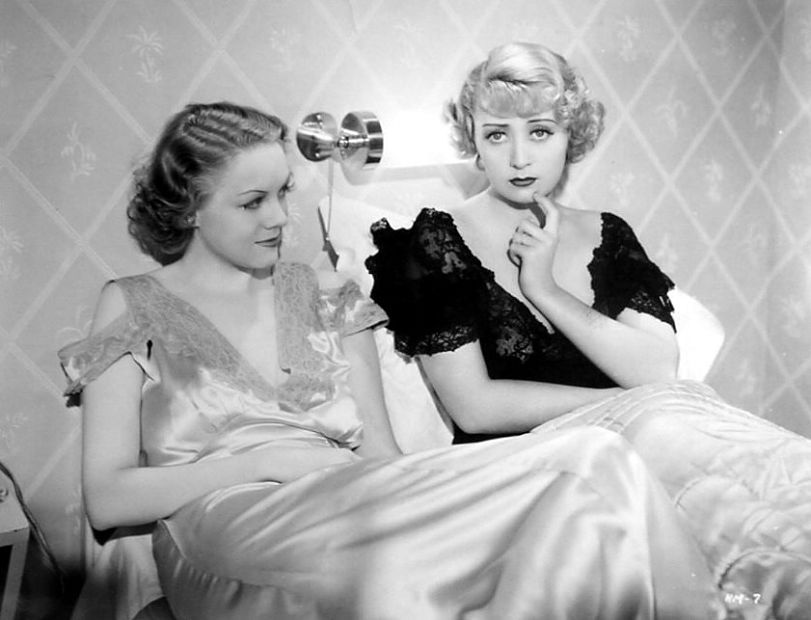
Claire Dodd et Joan Blondell dans une scène du film.

- Joan Blondell : Vicki Wallace Thorpe
- Warren William : Tony Wallace
- Edward Everett Horton : Vernon Thorpe
- Frank McHugh : George Lancaster
- Claire Dodd : Nita
- Joan Wheeler : Mrs. Bonnie Durham
- Virginia Sale : Vicki's Maid
- Leonard Carey : Tony's Butler